# フェダーイン:戦士
『フェダーイン:戦士』（フェダーイン）は、たがみよしひさによる日本の漫画作品。講談社の『週刊少年マガジン』及び『マガジンSPECIAL』において連載された。

## 概要
傭兵・朽木三郎が北アフリカや中近東を舞台に活躍する戦争アクション漫画。講談社系列の漫画雑誌に約4年にまたがって発表された。Vol.1は『週刊少年マガジン』1982年41号、Vol.2は『マガジンSPECIAL』1983年4号、Vol.3は『マガジンSPECIAL』1986年6号に掲載。全3話が書かれている。
単行本は講談社版の絶版の後、徳間書店版が刊行された。徳間書店から刊行された『アフリカの太陽』や『妖怪戦記』と本作とのクロスオーバーが、同社の担当女性編集者から気に入られたからともあとがきに記されている。
作者のミリタリー関連知識を生かした作品であるが、当時はUZIやイングラムM11などイスラエル・アメリカの軍事資料はあるものの、ソビエト製武器の資料が非常に乏しく、該当武器やハインドに関してはディテールは曖昧である。特に第1話で描かれたカラシニコフの照準器の使い方は明らかに間違いであり、本来は寝かせて使うものである。
また中近東の資料も少なく、背景を描こうにも当時の担当者の観光写真と絵葉書1枚だけだったという。
キャラクターはほぼ全てリアル頭身で描かれている。同時期に発表された『アフリカの太陽』は呪術や妖術などのオカルト的方向性の作品だが、朽木がサブキャラクターとして活躍し、姉妹作という位置付けである。朽木は他に『NERVOUS BREAKDOWN』や『NIGHT ADULTCHILDREN』にも登場している。

## ストーリー
Vol.1
ミリタリーマニア・朽木三郎は冬子と同棲していたが、「冬子の男のロマン」よりも「戦場」に男のロマンを求めていた。ある日、友人・緒方に半月前にアフガニスタン（以下アフガン）に兄の桑折真を探しに旅立った恋人、桑折美生を探して欲しいと依頼され、緒方と共に硝煙の臭いのする危険な旅に出た。道中、アメリカ人のジャーナリスト達がアフガン・ゲリラに襲撃されていたのを援護した際、“イエロー・マーダー”こと桑折真と偶然に出会う。
Vol.2「見上げればボスポラスの赤」
「イースト・ボンバー」こと下村栄の死後、彼が受けるはずだった殺しの依頼をサハティから受けた朽木。サハティは妻オーラと娘マリオンを殺した殺し屋4人と依頼主を殺して欲しいという。請負い元のトルコで次々と殺し屋を消していくが、最後の一人マサは冬子を殺して朽木の前に現れた。
Vol.3「カスバに死す」
傭兵部隊MAGの首領、チャールズ・マニングが直接殺しを行った事を知る女性、コニー・リンクを探し出し、アルジェのパット・ボウルなる人物の所まで護送して欲しいとアントン・ウィラーから依頼を受けた朽木は、アフガンでイエローの死を目撃したという戦場ジャーナリスト・樋口と出会う。MAGの追跡の最中にコニーを見つけ出した朽木は、樋口と共にその追撃から逃れるが、MAGの正確すぎる先読みと詰めの甘さに疑問を感じていた。

## 主要な登場人物
朽木 三郎（くつぎ さぶろう）
アフガンの次の戦場サハラ以南アフリカ以来のコードネームは「マッド・クッキィ」。銃器・ランチャーの扱いに長け、投げナイフが得意。アフガンで緒方の彼女・桑折美生を探す中で戦士としての才覚を開花させ、その後傭兵となり戦場を渡り歩く。アフガン行きは元々は日本で何かあった時に冬子を守るための訓練的なものであり、傭兵という自覚はなかった。Vol.1の時点では24歳。口癖は「俺は殺されるのは好きじゃねぇ」。
イースト・ボンバーの死後は、彼の形見であるコルト・コンバット・コマンダーをメインに持ち歩く。
冬子（ふゆこ）
朽木と5年間同棲生活を送った女性。戦争を嫌い安寧を求めるタイプで、朽木の中近東行きには否定的であった。その後“戦争ゴッコ”を辞めない朽木に見切りをつけ“マサ（香坂）”という男と交際するが、マサが殺し屋で自分を殺しに来た存在だとは知る由もなかった。

### Vol.1の登場人物
緒方（おがた）
朽木の友人。学生で、桑折美生のアパートに住み込み同棲していた。アフガンに兄を探しに旅立った美生の後を追うが、その動機は「もっぺんしたかった」。しかし再び美生に逢うことなく、パキスタンからアフガンへ抜ける途中に銃弾を受け命を落とした。その美生も既にペシャワルで日本製のタクシーに撥ねられ死亡していた事がイエローの口から語られている。
サンディ・マクレイン
アメリカからアフガンに取材に来たフリーのレポーター。朽木達がパシュトゥーン人の土地を通る際にアフガン・ゲリラに襲われているところを助けられた。最初は記者のケインが撃たれた時に“下にいた”ので助かった。その後のハインドの襲撃時も伏せていて正面にジョージがいたので難を逃れている、ある意味運の強い女性。途中朽木に好意を寄せていたが、あっさりとアメリカに帰国した。
ジョージ・スペック
サンディと共に取材をしていたカメラマン。サンディを自分のものにしようとしている嫉妬深いRacistで、アフガン・ゲリラの襲撃のドサクサにまぎれ記者のケインを殺害、その後サンディが朽木に色目を遣った事から、真っ暗闇の雑魚寝の中で朽木を射殺しようとした（しかし場所を入れ替わっていた為、ガイドのドレイクを誤射）。その後サンディに無理矢理迫ったが、ハインドの銃撃を受け死亡。
桑折 真（こおり しん）
通称「イエロー・マーダー（黄色い殺人者、略称イエロー）」。美生の調べではフランスのエトランジェに所属後、エトランジェの戦友とアフガンで“死の商人”をしていた。朽木と緒方がパシュトゥーン人の土地を抜ける際のピンチを救ったが、朽木達が美生より早く出会った事で美生は既に他界したと判断され、以後行動を共にする。美生との関係は、実際にはエトランジェに入隊する前に婚姻関係にあった。「幼い時に生き別れた」はずの美生と同じ大人物のペンダントをしていた事で、緒方もうすうす兄ではないと感じていた模様。朽木と同じく戦場にロマンを求めた男。朽木と別れた数年後、アフガンでMAGの奇襲に遭い戦死。

### Vol.2の登場人物
下村 真由美（しもむら まゆみ）
イースト・ボンバー（以下ボンバー）こと下村栄（しもむら えい）の姉。アフガンから帰ってきた朽木に、イエロー経由のサハティの紹介状を持ってボンバーの捜索を依頼した。サハティの前妻・明子と友人であったことから紹介状を執りつけられたようである。朽木は依頼を受け、サハティからの情報を得てFNLAにいたボンバーと合流、除隊後サハティに引き合わせる前の仕事でボツワナに行った際、朽木を守ろうとしてボンバーは死亡した。朽木の報告を受け、元より死んでいてもおかしくなかったとして真由美は謝礼を支払ったが、ボンバー・朽木・サハティの接点であったことから、朽木への挑戦状としてマサに殺されてしまった。
サハティ
元トルコ空軍士官。退役後はイエローと共にエトランジェに入隊していた。その後はイスタンブールで隠遁生活を送っている。右手は金属製の義手。ボンバーが死亡したことで、殺し屋を消す仕事を朽木に依頼した。家族思いの温厚そうな人物だが、実際はサディストで、前妻の明子は表向きは心臓が弱くて死亡したと言っているが、実際にはサハティの「玩具」にされて死亡していた。そのことで明子との娘・パティに恨みを買われていた。
パティ
明子とサハティの娘。母を玩具にされた復讐とサハティの遺産を目当てに殺し屋（ツバイ、ソン、ムサデク、マサ）を雇い、義母のオーラと義妹のマリオンを殺害した。しかも雇ったマサは明子の以前の結婚（香坂明子）時代の息子・勝利（まさとし）で、パティの義兄だった。マサは母明子がサハティに“殺された”復讐の為、オーラとマリオンを解剖同然に惨殺し、真由美も陰部と乳房を切り取ってから殺すという残忍さを見せた。しかしその残忍さに対抗するためサハティが雇った朽木に殺し屋は全て消され、全貌を知ったサハティの銃弾を受けパティは死亡。そして全てを失ったサハティも朽木に経費を払った直後に自害した。

### Vol.3の登場人物
アントン・ウィラー
シリアでの戦闘の撤退途中に朽木を庇って左足をトラップで負傷し、以後は傭兵を辞め、義足で生活している黒人の私立探偵。とは言っても実際には“なんでも屋”稼業の様子。朽木にコニー・リンクを探し出し、護送する仕事を依頼したその直後、MAGの狙撃を頭部に受けて死亡した。
樋口 清志（ひぐち きよし）
戦場を渡り歩くフリーのジャーナリストとして、日系傭兵をルポしているという名目で朽木に近づいてきた。記者仲間を通じてコニーの居場所を探し出し（た、と言って）、MAGからの逃走と護衛をバックアップしているように装ってもいたが、真の姿はMAGの幹部級の構成員で、イエローを殺害し着用していたペンダントに発信機を仕込み、形見として朽木に渡していた。コニーと朽木の“監視”と、朽木のスカウトの為に接近していたが、最後の戦闘で朽木の銃弾を右目に受けて死亡。
コニー・リンク
普通の家庭で普通に育った女性だった。しかし兄がMAGの構成員でチャールズ・マニングのブレーンだったこと、組織を抜けたいと父親に泣きついた事で両親と兄はチャールズに殺された。チャールズが直接手を下した事で、その“弱み”を利用したい人物・パット・ボウルにアントン経由で接見する筈だったが…。
チャールズ・マニング
カネ次第で西にも東にも付く傭兵組織・MAGの実質の首領。マニング自身が直接手を下す事はほぼ無いが、コニーの兄がブレーンであったことから、コニー兄の脱退の際には直接手にかけコニー兄を殺していた。ちょうどその時、MAGで、フリーの朽木をスカウトしようとも画策していたので、話がはじまる。　まずパット・ボウルの偽名でコニー探しと護送（という荷の重い仕事）をアントンに依頼し、朽木をアシストに呼び入れさせた。　それ以前から、朽木調査のためにアフガンでイエローと接触していた樋口に、イエロー殺害とイエローが持つ美生の形見のペンダント奪取を命じた。　発信機をしこんだペンダントを使って朽木を追跡しやすくしたうえで、少数で襲わせ“試し”、善意の第三者を装っていた樋口（じつは今回動員したMAGの要員の中での一番の腕利き）とも一対一で勝負させて朽木をテストした。　朽木は、そこでたくらみに大筋気づき、コニーにそれでもパットボウルにあってみるかと確認した後で、連れていったのだが、容赦なく、コニーを殺害し、朽木には、アントンに提示していたギャラの額面の小切手とその五倍の額の小切手（つまりは契約金的な意味合いのもの）を選べと突き付けた。　最後は専属の話を蹴って去る朽木を狙撃させようとするも、そこもよんでいた朽木がコニーに着せていた朽木自身の革ジャンにしかけていたと思われる爆弾で屋敷ごと爆破され、死亡。

## タイトル「フェダーイン」について
タイトルの「フェダーイン」とは、アラビア語が由来で「戦士」の意味で命名されたものである。
英語では「fedayeen」でパレスチナのゲリラ戦士を意味。
元となったアラビア語では「犠牲の」という意味の形容詞・名詞で、そこから「イスラームやアッラーのために自らの身と命を犠牲にして戦う者、イスラームとアッラーのために自分の命を捨てて戦うジハード（聖戦）戦士、宗教と唯一神のために死ぬことを承知で無謀とも言える戦いに身を投じる闘士」「（パレスチナといった）祖国のために戦う自己犠牲的な解放闘士」を指すようになった。
通常の戦士（ムカーティル、ムハーリブ）・兵士（ジュンディー）・軍人（アスカリー）とは定義が異なるため、アラブ世界では使い分けがなされている。
アラビア語における単数は فِدَائِيّ（fidāʾī, フィダーイー/口語発音：フェダーイー）、複数形は主格が فِدَائِيُّونَ（fidāʾīyūn, フィダーイーユーン/口語発音：フェダーイーユーン）で属格・対格（方言では主格でもこちらの語形が使われる）が فِدَائِيِّينَ（fidāʾīyīn, フィダーイーイーン/口語発音：フェダーイーイーン）となる。
英語の fedayeen はアラビア語の複数形「パレスチナゲリラ闘士たち」が由来。
『フェダーイン:戦士』に関してはタイトル命名時に日本語で発音しやすいカタカナ表記にされており、いくつかの候補の中からフェダーインが選ばれたという。

## 書籍情報
単行本が1986年に講談社マイブックKCから、1994年に徳間書店少年キャプテン・コミックスから出版されている。現在は両方とも絶版。なお、両版とも朽木が荒野に立つミニポスターが付属。
- マイブックKC11（1986年6月発行）ISBN 4-06-301011-2
  - Vol.2と3の間に、たがみによる銃器解説「フェダーインGUNメモランダム」、巻末に「メイキングOF戦士（フェダーイン・実質的なあとがき）」、当時のアシスタントによる「たがみセンセのこと」掲載。
- 少年キャプテン・コミックス・スペシャル（1994年4月発行）ISBN 4-19-830003-8
  - 徳間書店で再版された際に、「フェダーインGUNメモランダム」と旧版のあとがきおよびアシスタントページは省かれ、再版用のあとがきが新規に描き下ろされている。この中で「続編は書かない」と明言。

## 関連作品
- アフリカの太陽
- NERVOUS BREAKDOWN